# Barda (TV-program)
Barda var en svensk barnprogramserie som sändes 2007–2013. Åren 2007–2008 visades programmet i SVT1 och sedan hösten 2008 i Barnkanalen. Programledare var Karl Ytterberg, själv aktiv rollspelare och lajvare. Serien är ursprungligen utvecklad för Danmarks Radio av den danske författaren Martin Rauff-Nielsen, och sändes där första gången 2006.

## Programformat
Programformatet var baserat på rollspel och lajv. Tittarna fick följa två vanliga svenska barn som gestaltar roller som äventyrare och löser uppdrag i spelvärlden Barda. Varje avsnitt inleddes med att barnen presenterades och fick sina roller och uppdrag tilldelade av spelledaren Karl Ytterberg. Därefter bytte de om till sina roller och gick genom en portal för att komma till Barda. I Barda träffade de olika rollpersoner, spelledarpersoner, som antingen kunde hjälpa dem eller försvåra deras uppdrag. Skildringen av uppdraget avbryts av klipp med barnens tillbakablickar (på samma sätt som i de flesta dokusåpor) och även av klipp där händelserna dramatiseras i tecknad form. För att gestalta strid i programmet används latexvapen. Specialeffekter (som metalliska ljud när vapen korsas eller dras ur skidor) är pålagda i efterhand. I säsong 1 utspelas vissa strider i Tomheten, en animerad värld. I de senare säsongerna är Tomheten inte längre animerad och används inte för strider på samma sätt.
Upplägget med uppdrag och spelledare påminner mest om bordsrollspel, medan den fysiska gestaltningen har många beröringspunkter med lajv. Det närmaste rollspelsbegreppet är spårvagnslajv, det vill säga ett lajv där deltagarna följer ett givet spår och i praktiken inte har några valmöjligheter.

## Säsonger i svensk TV (sammanfattning)
- Säsong 1 – 2007 I fantasilandet Barda har ondskan brutit sig loss ur ondskans värld, Tomheten. En demon, en människoätare, en häxa, en ormvakt, en härskarinna, en albinohäxa, en trollkarl, en dödsdruid, eldens herre och nattens drottning har kommit över 9 magiska runor och den heliga kristallen Luhan. Utan de magiska runorna och kristallen kan inte portalen till Tomheten stängas och ondskan kan härja fritt i fantasilandet.
- Säsong 2 – 2008 Barda är återigen hotat av mörka krafter. Bardas regent Belawin utsätts för ett bakhåll och blir tillfångatagen och förgiftad. Allt pekade länge på att det var någon vid Karls sida som hade förgiftat Belawin. När Belawin väl blir helad så möts hon och Yki i en sista kamp i Tomheten.
- Säsong 3 – 2009 Invånarna i Barda har sakta men säkert återgått till ett normalt liv när mörka moln syns på himlen. En budbärare från en annan plats hittas medvetslös i skogen med ett pergament sänt till Karl. Den som hållit henne fånga är Mörkrets Furste, Nigol, som har egenskapen att kunna byta skepnad. När allt klarnar upp inser man att det bara är budbäraren som kan störta Nigol.
- Säsong 4 – 2010 Belawin har gått ut på ett uppdrag ifrån slottet och tronen har tillfälligt blivit tagen av en Riksjarl. Karl blir en dag överfallen och bestulen på sin heliga kristall Luhan. De som stjäl den visar sig vara oroliga då en magisk spira som kan förändra hela Barda inom kort är i fiendens händer. Jakten på Spiran tar sig genom fem pusselbitar som alla visar vad som krävs för att styra över Barda.
- Säsong 5 – 2011 En dörr till Tomheten har öppnats och för att stänga de krävs nycklar som Karl och hans äventyrare måste hitta. Det visar sig att den som öppnat portalen har ingått ett förbund med Garm. När Garm fångas in lyckas Sirion ta Garms plats när Garm och portalöppnaren ska ha sitt sista möte. Det visar sig vara Belawin som ingått ett förbund och när hon märker att hon blivit lurad i en fälla dräper hon Sirion.
- Säsong 6 – 2012 Efter att Barda förlorat sin skogsalv Sirion är nu både Karl och den övriga befolkningen i sorg. Karl stöter på Prins Zilas som mer än gärna vill bli Bardas nya regent. Efter att ha kommit över en magibok lyckas de återuppliva Sirion. Ulv blir tillfångatagen i samma veva och den som tillfångatagit henne är ingen mindre än den onda häxan Yki som är tillbaka i Barda. Karl tror först att Yki är tillbaka för att ta över makten, när det sen kommer fram att Prins Zilas är Ykis son - som till slut blir Bardas regent.
- Säsong 7 – 2013 Yki och Kung Zilas styr Barda med järnhand medan det i skogen jagas en bergsalv. När hon blir hittad av två äventyrare visar det sig att hon heter Aylin och har en lösning på hur man ska få fred i Barda. Det visar sig att nio magiska kristaller kan sätta stopp för herraväldet som uppstått och när de väl har hittats så kan Barda återgå i fred. Samtidigt får Sirion ett öga för Aylin.[1]